# Маддалена Казулана
Маддалена Казулана (італ. Maddalena Casulana; бл. 1540 — бл. 1590) — італійська композиторка, співачка та лютнистка пізнього Відродження. Перша в історії західної музики жінка-композитор, твори якої було опубліковано.

## Біографія та твори
Відомостей про життя Маддалени Казулани збереглося надзвичайно мало, інформацію про неї дістають з присвят та написів на збірках її мадригалів. Певно народилася у Казоле-д'Ельса (за 24 км на захід від Сієни Тоскана), що випливає з її імені Casulana (укр. Казуланка).
Перша її праця датується 1566 роком; чотири мадригали у збірці «Il Desiderio», які вона створила у Флоренції. Два роки по тому оприлюднила у Венеції першу самостійну книгу мадригалів на чотири голоси (Il Primo libro di madrigali), що була першим друкованим твором композитора-жінки в історії західної музики. У тому ж році Орландо ді Лассо диригував композицією Казулани при дворі Альбрехта Баварського у Мюнхені, але відомостей про цей твір не збереглося.
Певно, була близькою до Ізабели Медічі, присвятила їй декілька творів. У 1570, 1583 та 1586 роках оприлюднила інші книги мадригалів, також у Венеції.
В цей період вийшла заміж за чоловіка, якого звали Медзарі (Mezari), але інформації про нього та їх шлюбного життя не збереглося.
Очевидно відвідала Верону, Мілан та Флоренцію і напевне була у Венеції, оскільки її музика була там оприлюднена, і численні венеційці обговорювали її обдарованість.
У присвяті Ізабеллі де Медічі першої книги мадригалів, вона гордовито декларує своє прагнення показати світові пихату помилку чоловіків, у тому що лише вони володіють інтелектуальними талантами і не вважають за можливе, що ними можуть бути обдаровані також і жінки.

## Стиль
Стиль Казулани є помірно контрапунктичним і характеризується хроматизмами, ремінісценціями деяких творів Луки Маренціо та багатьох мадригалів Філіппе де Монте, але вона уникає крайніх експериментів таких композиторів феррарської школи як Луццаско Луццаскі та Джезуальдо да Веноза. Її мелодійні лінії наспівні і доволі уважні до тексту.
Інші тогочасні композитори, як, наприклад, Філіппе де Монте, ставились до неї з великою повагою; Орландо ді Лассо, диригуючи однією її весільною композицією у Баварії, перебував під враженням від її майстерності.
На теперішній час загалом відомо 66 мадригалів Казулани.

## Дискографія
- Full Well She Sang: Women’s Music from the Middle Ages and Renaissance — Composizioni di Hildegard of Bingen, the Contessa de Dia, Barbara Strozzi, Maddalena Casulana e Francesca Caccini — Harmonia SRI 005
- English and Italian Renaissance Madrigals - 2 Cds -(2000) Virgin Classics 61671 ASIN B000031WJ8